# Lotta aus der Krachmacherstraße
Lotta aus der Krachmacherstraße (schwedisch Lotta på Bråkmakargatan) ist eine Kinderbuch-Romanfigur von Astrid Lindgren. Die Geschichten um ihre Person wurden ab 1956 veröffentlicht und Anfang der 1990er Jahre verfilmt.

## Inhalt
Lotta ist ein kleines Mädchen, das zu Beginn der Buchreihe drei Jahre alt ist. Es lebt gemeinsam mit ihren Geschwistern Jonas und Mia Maria sowie seinen Eltern in der Krachmacherstraße (eigentlich Krugmacherstraße). Nebenan wohnt eine ältere Frau, die von Lotta und ihren Geschwistern einfach nur Tante Berg genannt wird. Lotta kommt diese oft besuchen. Als Lotta Streit mit ihrer Mutter hat, da sie den Kratzpullover nicht anziehen möchte, zieht sie eines Tages sogar auf den Dachboden von Tante Bergs Schuppen. Da es ihr dort aber doch zu einsam ist, beschließt sie zurückzukommen, als ihr Vater sie besucht. Oft spielt Lotta mit ihren Geschwistern Mia Maria und Jonas, will sich aber nicht immer deren Spielregeln unterordnen, sodass sie das Spiel oft sehr abrupt beendet.

## Figuren
| Figur                    | Beschreibung |
| Lotta Nyman              | Lotta ist ein drei- bis fünfjähriges Mädchen, das sehr viel Unsinn anstellt und sehr eigensinnig ist.                                                 |
| Mia Maria Nyman          | Mia Maria ist die große Schwester von Lotta. Viele der Geschichten werden aus ihrer Perspektive erzählt.                                              |
| Jonas Nyman              | Jonas ist der ältere Bruder von Lotta und Mia Maria, der viel mit Mia Maria spielt.                                                                   |
| Otto "Totte"             | Totte ist der gleichaltrige Cousin von Lotta. Lotta macht es Spaß, ihn zu ärgern und zu hauen, weil er „so süß ist, wenn er weint“, wie sie meint.    |
| Stefan (Lottas Papa)     | Papa ist der Vater von Lotta, den diese abgöttisch liebt.                                                                                             |
| Doris (Lottas Mama)      | Mama ist die Mutter von Lotta, die öfter durchgreifen muss, wenn Lotta mal wieder etwas angestellt hat.                                               |
| Tante Berg               | Tante Berg ist die freundliche Nachbarin von Lotta und ihrer Familie. Oft besuchen die Kinder sie.                                                    |
| Scotty                   | Scotty ist der Hund von Tante Berg. |
| Teddy                    | Teddy ist Lottas großes rosa Stoffschwein, welches sie überallhin mitnimmt.                                                                           |
| Großmutter und Großvater | Großmutter und Großvater sind die Großeltern von Lotta und ihren Geschwistern, diese fahren sie oft in den Sommerferien auf deren Bauernhof besuchen. |
| Anna-Klara               | Anna-Klara ist die Cousine von Lotta und ihren Geschwistern. Sie ist stark und energisch.                                                             |
| Maiken                   | Maiken ist das Hausmädchen der Großeltern. |

## Hintergrund
Die Geschichten um Lotta spielen Ende der 1950er Jahre.

## Bücher

### Romane
- Die Kinder aus der Krachmacherstraße (Barnen på Bråkmakargatan, 1956, deutsch 1958); Übersetzung: Thyra Dohrenburg
- Lotta zieht um (Lotta på Bråkmakargatan, 1961, deutsch 1962); Übersetzung: Thyra Dohrenburg

### Kurzgeschichten und Bilderbücher
Später wurden folgende Kurzgeschichten veröffentlicht:
- Na klar, Lotta kann radfahren (Visst kan Lotta cykla, 1971, deutsch 1972); Übersetzung: Thyra Dohrenburg
- Lotta kann fast alles (Visst kan Lotta nästan allting, 1977, deutsch 1977); Übersetzung: Anna-Liese Kornitzky
- Natürlich ist Lotta ein fröhliches Kind (Visst är Lotta en glad unge, 1990, deutsch 1991); Übersetzung: Anna-Liese Kornitzky
- Lottas Merkbuch (Lottas komihågbok, 1993, deutsch 1995): Merkbuch mit kleinen Geschichten, teilweise wörtlich aus den anderen Lotta Büchern übernommen, teilweise wurden die Geschichten etwas gekürzt und umgeschrieben; Übersetzung: Thyra Dohrenburg und Anna-Liese Kornitzky

### Hörbücher
- Krachmacherstraße – Die große Hörbuchbox, gelesen von Leonie Landa, Celine Fontanges und Anne Moll. Enthält die fünf Geschichten: Die Kinder aus der Krachmacherstraße; Lotta zieht um; Na klar, Lotta kann radfahren; Natürlich ist Lotta ein fröhliches Kind; Lotta kann fast alles. 3 CDs. Oetinger Media. ISBN 978-3-8373-0848-8

## Verfilmungen
- 1992 Lotta aus der Krachmacherstraße
- 1993 Lotta zieht um

In allen oben genannten Filmen spielt Grete Havnesköld die Lotta.
- 2006 Lotta kann fast alles (Bilderbuchfilm: animiertes Bilderbuch)
- 2006 Na klar, Lotta kann radfahren (Bilderbuchfilm: animiertes Bilderbuch)

### Fernsehserie
Im Jahr 1995 entstand unter dem Namen Lotta die deutsch-schwedische Serienfassung der Filme aus den 1990er Jahren.